# Napoleon (film 1927)
Napoleon (fr. Napoléon) – monumentalny, niemy film o Napoleonie Bonaparte w reżyserii Abela Gance. Fabuła filmu opowiada o drodze do władzy Napoleona I Bonaparte.
Zdjęcia kręcono w Paryżu, Wersalu (pałac, parki Petit Trianon i Grand Trianon), w Briançon (departament Alpy Wysokie) oraz na południu Korsyki w okolicach Ajaccio.
W roku 1995, z okazji stulecia narodzin kina, film znalazł się na watykańskiej liście 45 filmów fabularnych, które propagują szczególne wartości religijne, moralne lub artystyczne.

## Obsada
- Albert Dieudonné – Napoleon Bonaparte
- Vladimir Roudenko – Napoleon Bonaparte jak dziecko
- Edmond Van Daële – Maksymilian Robespierre
- Alexandre Koubitzky – Georges Danton
- Antonin Artaud – Jean-Paul Marat
- Abel Gance – Louis de Saint-Just
- Gina Manès – Joséphine de Beauharnais
- Marguerite Gance – Charlotte Corday
- Pierre Batcheff – gen. Lazare Hoche
- Annabella – Violine Flery/Désirée Clary

i inni.